# 貝波特 (明尼蘇達州)
貝波特（英語：Bayport）是一個位於美國明尼蘇達州華盛頓縣的城市。

## 人口
根據2020年美國人口普查的數據，貝波特的面積為6.84平方千米，當中陸地面積為4.49平方千米，而水域面積為2.35平方千米。當地共有人口4024人，而人口密度為每平方千米588人。